# Aslamidium capense
Aslamidium capense es un coleóptero de la familia Chrysomelidae.
Fue descrita científicamente por primera vez en 1799 por Herbst.